# Carpodiptera ophiticola
Carpodiptera ophiticola là một loài thực vật có hoa thuộc họ Tiliaceae.
Loài này chỉ có ở Cuba.
Chúng hiện đang bị đe dọa vì mất nơi sống.